# St. Andrews Trophy
Die St. Andrews Trophy ist einer der traditionsreichsten Mannschaftswettbewerbe im Amateur-Golfsport.
Die St. Andrews Trophy findet seit 1956 turnusmäßig in geraden Jahren, d. h. alle zwei Jahre statt und im Wechsel in ungeraden Jahren mit dem Walker Cup. Es können Teams von Amateurgolfern aus Großbritannien, Irland und dem europäischen Kontinent teilnehmen. Namensgeber ist St Andrews an der Ostküste Schottlands statt. Veranstalter ist der The R&A des The Royal and Ancient Golf Club of St Andrews zusammen mit der European Golf Association.